# 코바시 사토미
 코바시 사토미(일본어: 小橋 里美 こばし さとみ[*], 1990년 12월 21일 ~ )는 일본의 여성 성우이다. 도치기현 출신. 도쿄 애니메이션 컬리지 전문학교 졸업. 마우스 프로모션 부속 배우 양성소 26기. 꼬마버스 타요에서는 타요, 토니 같은 어린이 캐릭터를 맡는다.

## 주요 출연작
- 로보카 폴리 - 믹키, 팀, 샘, 앤디
- 로이와 함께하는 소방안전 이야기, 엠버와 함께하는 생활안전 이야기 - 피터, 루시, 버디